# Медвежье (Глушковский район)
Медве́жье — посёлок в Глушковском районе Курской области России. Входит в состав Кобыльского сельсовета.

## География
Посёлок находится на юго-западе Курской области, в юго-западной части Среднерусской возвышенности, в лесостепной зоне, на расстоянии примерно 7 км (по прямой) к юго-востоку от Глушкова, административного центра района. Абсолютная высота — 166 м над уровнем моря.

### Климат
Климат характеризуется как умеренно континентальный, с тёплым летом и умеренно холодной зимой. Среднегодовая температура — 4,5 °C. Средняя температура воздуха самого тёплого месяца (июля) — 22 °C; самого холодного (января) — −12 °C. Среднегодовое количество атмосферных осадков составляет 600 мм, из которых большая часть выпадает в тёплый период.

### Часовой пояс
Посёлок Медвежье, как и вся Курская область, находится в часовой зоне МСК (московское время). Смещение применяемого времени относительно UTC составляет +3:00.

## Население
| 2002 | 2010 |
| ---- | ---- |
| 3    | ↘1   |

### Половой состав
По данным Всероссийской переписи населения 2010 года в половой структуре населения мужчины составляли 100 %.

### Национальный состав
Согласно результатам переписи 2002 года, в национальной структуре населения русские составляли 100 %.